# Wan Light
Wan Light är en svensk indiemusikgrupp från Stockholm, bildad 2003 av medlemmarna Krister Svensson och Magnus Karnock. Gruppens namn är taget från en låt av Orange Juice.
Wan Lights första skivsläpp var singeln Landmarks and Houses, utgiven av skivbolaget Labrador 2003. Singeln följdes av debutalbumet Let's Wake Up Somewhere Else, utgivet samma år. Från den skivan släpptes låten "Get It Straighter" som singel och spelades flitigt i svenska radiokanaler. 2005 utgavs EP-skivan That Grim Reality, följt av gruppens andra studioalbum Carmaline (2006).
De gav 2013 ut sitt senaste album Space Canaries på eget bolag.

## Diskografi

### Album
- 2003 - Let's Wake Up Somewhere Else
- 2006 - Carmaline
- 2013 - Space Canaries

### EP
- 2005 - That Grim Reality

### Singlar
- 2003 - Landmarks and Houses
- 2003 - Get It Straighter

### Fotnoter
1. ↑  ”Wan Light”. Labrador Records. Arkiverad från originalet den 9 december 2011. https://web.archive.org/web/20111209042136/http://www.labrador.se/artists/wanlight.php3. Läst 21 december 2011.
2. ↑  ”Releases”. Labrador Records. Arkiverad från originalet den 25 december 2011. https://web.archive.org/web/20111225132210/http://www.labrador.se/releases/wanlight.php3. Läst 21 december 2011.